# Abidos
Abidos è un comune francese di 240 abitanti situato nel dipartimento dei Pirenei Atlantici nella regione della Nuova Aquitania.

## Società

### Evoluzione demografica
Abitanti censiti

## Galleria d'immagini

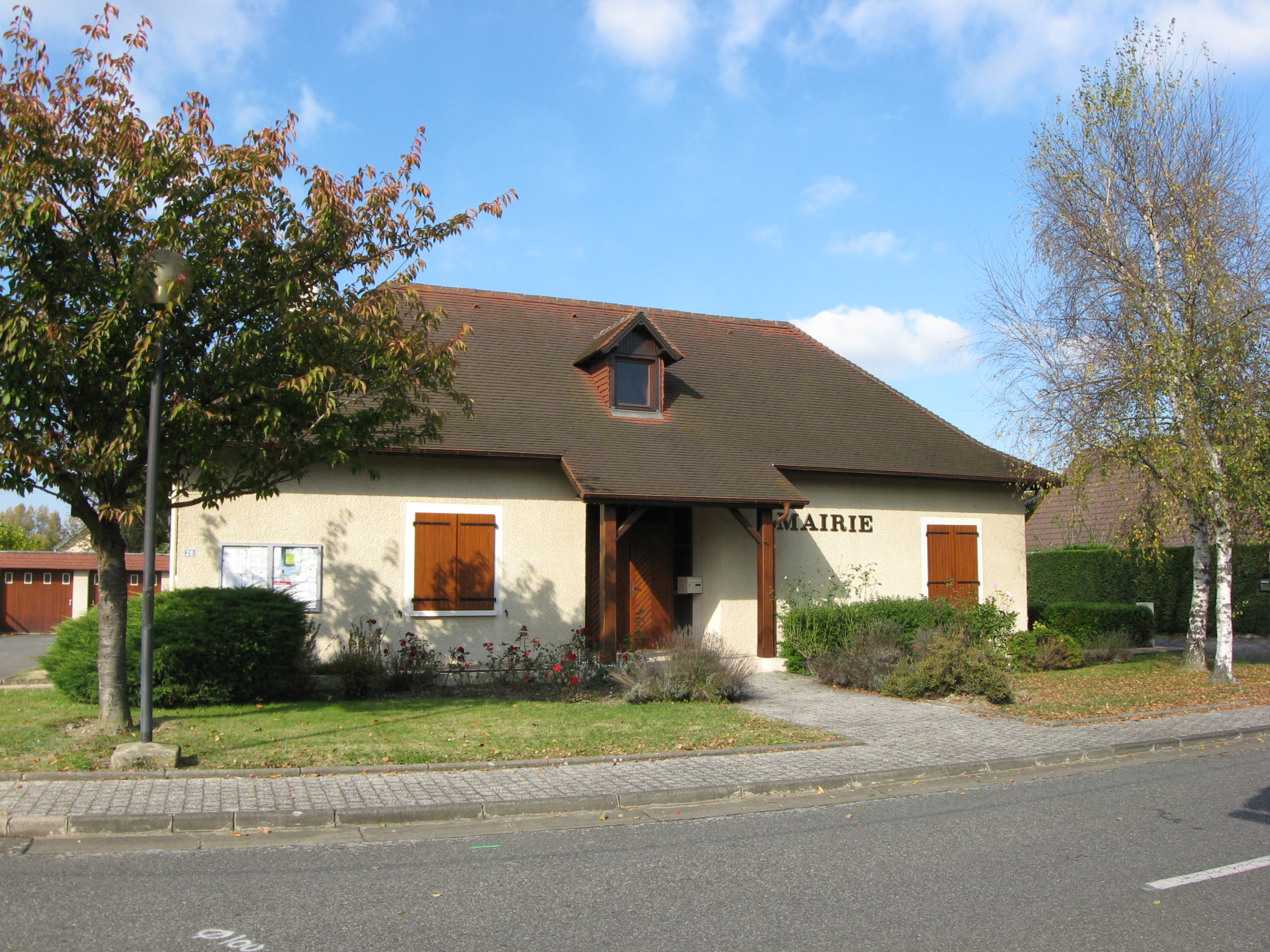
Il Municipio
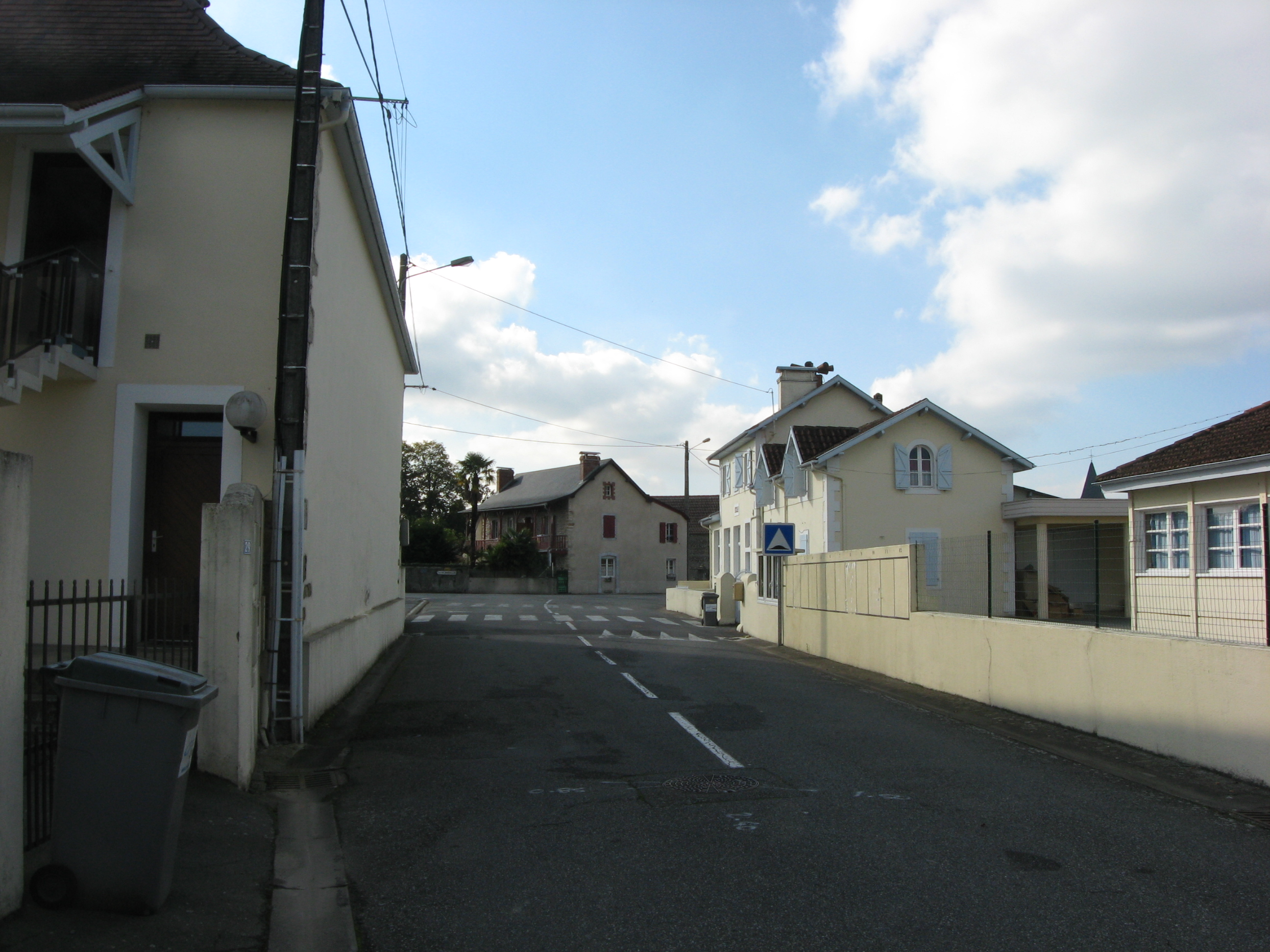
Via d'Abidos
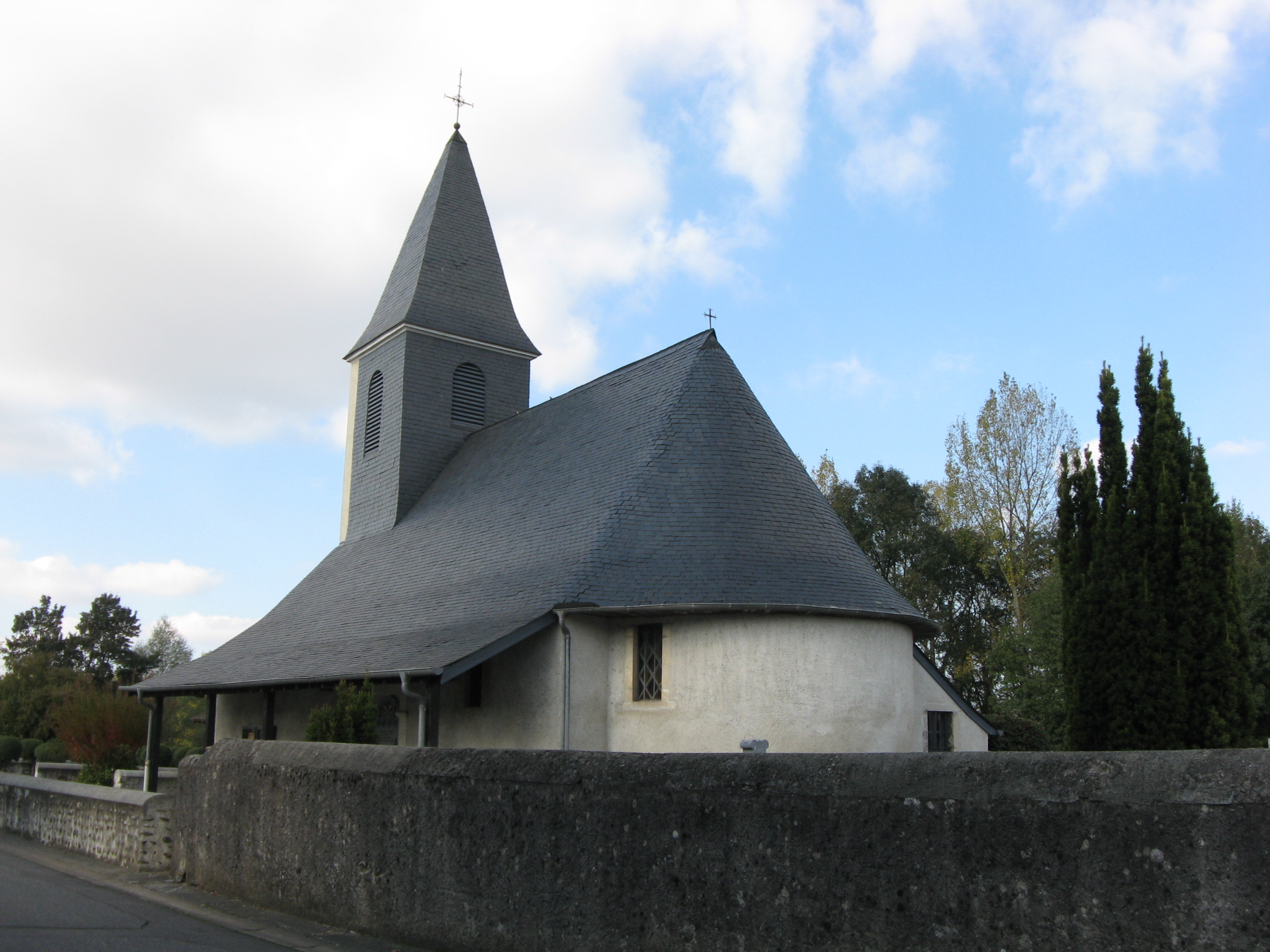
La chiesa